# Turki bin Sa'ud al-Kabir
Turkī bin Saʿūd Āl Saʿūd (in arabo تركي بن سعود الكبير‎?; 1991 – Riad, 18 ottobre 2016) è stato un principe e criminale saudita, membro di un ramo cadetto della famiglia reale Āl Saʿūd in quanto diretto successore di Sa'ud bin Abd al-Aziz bin Sa'ud Al Sa'ud al-Kabir. Quest'ultimo era sposato con Nura bint 'Abd al-Rahman Al Sa'ud, sorella di re Abd al-Aziz. Sa'ud Al-Kabir era una figura di spicco nella corte di re Abd al-Aziz che regnò fino al 1953. La sua esecuzione per omicidio venne annunciata dai media di Stato sauditi il 18 ottobre 2016. È il primo membro della famiglia reale saudita ad essere stato giustiziato dopo Faysal bin Musa'id, colpevole dell'assassinio di re Faysal.

## Delitto e condanna
Il principe Turki fu colpevole dell'omicidio di Adel bin Suleiman bin Abdulkareem Al-Muhaimeed, in quanto gli sparò a morte nel 2012. La vittima era un suo amico e il principe ferì anche altre persone in una rissa nel deserto fuori Riad. Dopo che la famiglia della vittima rifiutò la diya, il pagamento di una somma in denaro o di un certo numero di beni in cambio del perdono, venne condannato a morte per decapitazione. La sua fu la 134ª esecuzione del 2016 in Arabia Saudita.

## Ultime ore prima dell'esecuzione
Il padre della vittima insistette nel rifiutare il perdono al principe e l'esecuzione poté quindi procedere. Poche ore prima, il principe Turki poté incontrare i famigliari e gli amici per quattro ore. In seguito trascorse il suo tempo pregando e leggendo il Corano fino alla preghiera dell'alba. Attorno alle 7 il direttore del carcere gli fece scrivere le sue ultime volontà. Dopo aver eseguito le abluzioni, alle ore 11, venne portato in una moschea. Un'ora prima dell'esecuzione, il padre del principe cercò di convincere il padre della vittima a perdonare Turki e di accettare la diya. Tuttavia, questi non accettò l'offerta né perdonò l'assassino di suo figlio. Il tentativo fallì e quindi il principe venne giustiziato dopo la preghiera del pomeriggio, alle 16:13.

## Giustizia per tutti
L'esecuzione di Turki bin Sa'ud al-Kabir scatenò molte discussioni sui social media arabi, suscitando l'interesse di persone di ogni ceto anche grazie a Twitter. Le discussioni erano prevalentemente a sostegno del giudizio delle autorità saudite nel gestire il caso del principe come se si fosse trattato di un qualsiasi cittadino saudita.